# Комсомольское сельское поселение (Грозненский район)
Комсомольское се́льское поселе́ние — упразднённое муниципальное образование в Грозненском районе Чечни Российской Федерации.
Административный центр — село Комсомольское.

## История
Статус и границы сельского поселения установлены Законом Чеченской Республики от 20 февраля 2009 года № 12-РЗ «Об образовании муниципального образования Грозненский район и муниципальных образований, входящих в его состав, установлении их границ и наделении их соответствующим статусом муниципального района и сельского поселения».
1 января 2020 года сельское поселение упразднено, а его территория передана из состава Грозненского района в пользу городского округа город Аргун.

## Население
| 2010  | 2012  | 2013  | 2014  | 2015  | 2016  | 2017  |
| ----- | ----- | ----- | ----- | ----- | ----- | ----- |
| 7258  | ↗7420 | ↗7487 | ↗7633 | ↗7824 | ↗7978 | ↗8123 |
| 2018  | 2019  |       |       |       |       |       |
| ↗8286 | ↗8426 |       |       |       |       |       |

## Состав сельского поселения
| № | Населённый пункт | Тип населённого пункта       | Население |
| - | ---------------- | ---------------------------- | --------- |
| 1 | Комсомольское    | село, административный центр | ↗8346     |
| 2 | Примыкание       | посёлок                      | ↗439      |